# Robin Herd
Robin Herd, OBE (ur. 23 marca 1939 w Newton-le-Willows, zm. 4 czerwca 2019) – brytyjski inżynier, projektant, biznesmen.

## Życiorys
Ukończył St Peter’s College w Oksfordzie. po czym w 1961 roku został pracownikiem Royal Aircraft Establishment, gdzie był inżynierem współodpowiedzialnym za projekt naddźwiękowego samolotu Concorde. Pracował nad tym projektem przez 4 lata, po czym w wieku 24 lat awansował na stanowisko starszego oficera naukowego.
W 1965 roku został zatrudniony przez McLarena, gdzie pracował nad samochodami Formuły 1, na przykład wykonanym z mallite'u McLarenem M2A, służącym firmie Firestone do testów; M2A ewoluował później w McLarena M2B. W McLarenie zaprojektował jeszcze trzy inne modele: M4B, M5A i M7, zanim w 1968 roku przeszedł do Coswortha, gdzie pracował nad Cosworthem 4WD. W 1969 roku wraz z Maksem Mosleyem, Alanem Reesem i Grahamem Coakerem założył firmę March Engineering. March uczestniczył jako zespół oraz konstruktor w latach 1970–1992 w 207 Grand Prix Formuły 1, wygrywając trzy wyścigi i czterokrotnie zdobywając pole position.
W 1989 roku sprzedał March Racing japońskiej firmie Leyton House, po czym utworzył Robin Herd Ltd. – biuro projektowe w Bicester. Po kilku nieudanych projektach w 1995 roku porzucił sporty motorowe i zakupił klub Oxford United F.C., stając się jego prezesem; założył także firmę badającą naturalne sposoby wykorzystania energii. Ten projekt nie był udany i upadł w 1998 roku. W 1999 roku Herd utworzył zespół Indy Racing League o nazwie March Indy International.
Brał udział w projektowaniu samochodu Yamaha OX99-11.